# Halima (mère d'Ismaïl Ier)
 (août 2021).
Pour les articles homonymes, voir Halima.
Halima fut une princesse du XVe siècle.

## Biographie
Halima naquit sous le nom chrétien de Marthe. Elle était la fille du chef turkmène Uzun Hasan et de sa seconde épouse, Théodora, la fille aînée de l'empereur Jean IV de Trébizonde Très jeune, elle fut mariée au Séfévide cheikh Heidar (cheikh en 1460-1487), fils du cheikh Djoneid et elle se convertit à l'islam. Nous[Qui ?] ne savons rien d'autre sur sa vie. Halima fut la mère de Cheikh Ismaïl, qui deviendra Chah d'Iran sous le nom d'Ismaïl Ier.